# كلايس لانغ
كلايس لانغ (بالفنلندية: Claes Lang)‏ هو رسام فنلندي، ولد في 1690، وتوفي في 13 يوليو 1761.